# Feel Good Inc.
«Feel Good Inc.» es la cuarta canción de la banda virtual británica Gorillaz; y la sexta canción de su segundo álbum Demon Days, la canción es el primer sencillo del álbum, y fue lanzada el 9 de mayo de 2005 en todo el mundo. «Feel Good Inc.» alcanzó la posición 2 en el UK Singles Chart y 14 en Estados Unidos, hasta ahora las posiciones más altas que alguna canción de Gorillaz haya tenido. También se colocó en la posición 1 en el Billboard Modern Rock Tracks.

## Vídeo musical

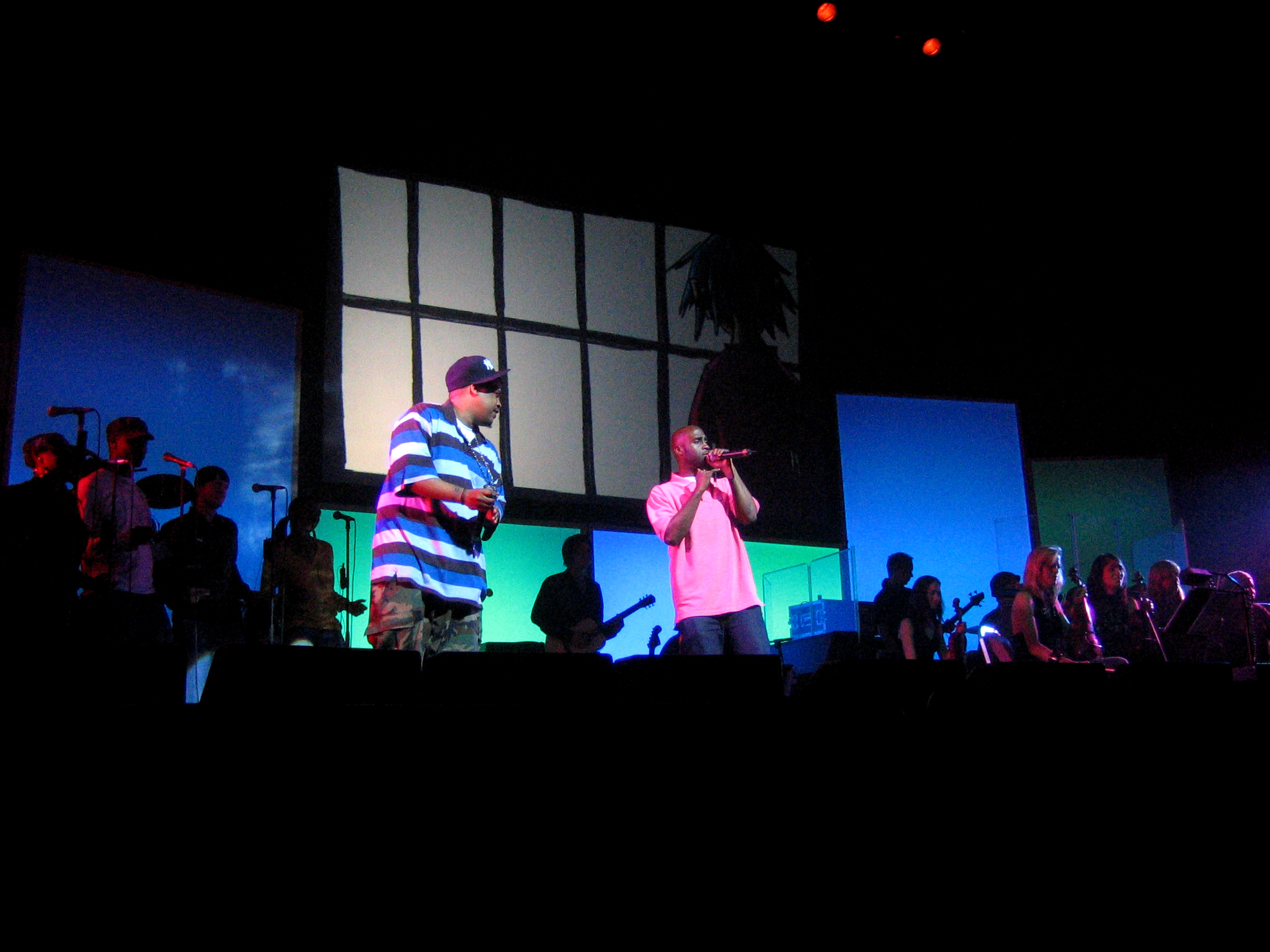
Miembros de De La Soul cantando «Feel Good Inc.»

El vídeo musical de la canción trata sobre Murdoc sin camisa tocando el Bajo mientras 2D y Russel tocan la canción, mientras permanecen atrapados en una torre gigante (con un cartel también gigante que dice «Feel Good Inc.»). Noodle, tocando la guitarra acústica, se encuentra sobre una pequeña isla flotante que navega aparentemente empujada por un molino.
Dos de los principales temas del vídeo son la libertad de pensamiento y la "disminución del nivel intelectual" de la cultura mediática debida a los medios de comunicación. También aparecen los temas del escape contra el encarcelamiento y el poder personal para escoger entre los dos y ser atrapado por las cosas que causas. Los temas en el sencillo están basados en las observaciones de Damon Albarn sobre el estado del mundo.
2D está rodeado de muchas distracciones pecaminosas, pero cuando mira afuera del edificio en una ventana, parece que lo único que quiere es ser libre e irse con Noodle en su isla flotante. La torre representa la prisión mental en la que está la gente. Los que están acostados en el suelo representan a los que ya han sido "disminuidos", mientras 2D, Murdoc, y Russel son los que han despertado. 2D está tratando de despertar a toda la gente de su estado inconsciente gritando a través de su megáfono, como un activista.

Creo que Gorillaz construyó una torre alrededor de ellos mismos de la cual no podían salir; por exceso y libertinaje. El vídeo está basado en este sentimiento. Por un rato fue grandioso estar adentro, pero la fiesta se salió de control. Se está volviendo como los "Últimos días de Pompeya...a...er...Sodoma. La Torre Feel Good representa esto. El lugar que construimos se ha vuelto una prisión. En el vídeo camino alejándome de este largo sueño hedonista, y me doy cuenta de que tal vez... el fruto del éxito se ha agriado.
2D en el vídeo de «Feel Good Inc.»

Según Noodle, en el comentario de audio del vídeo en la edición limitada del DVD de Demon Days, la isla representa la libertad de pensamiento y el escape. También comentó que la isla flotante fue "inspirada por mucha animación japonesa con los colores, las texturas, y los tonos". Jamie Hewlett admitió en una entrevista que la inspiración para las escenas del video vino de Hayao Miyazaki; concretamente, la masa de tierra flotante energizada por un molino, la cual ha sido comparada con aquella de El castillo ambulante. La isla representa un lugar en la mente de una persona donde uno pudiera ir si no hubiera miedo inculcado en la misma por la desolación constante e implacable de acontecimientos en el mundo. También representa una nota de optimismo y memoria de un tiempo más sencillo, como si fuera una imagen de un mundo más viejo y más inocente; De hecho, acordando con el comentario, querían "hacer que la isla se viera como si hubiera saltado de la mente de un niño". La isla flotante está siendo perseguida por varios helicópteros que quieren derribarla. Los helicópteros perseguidores de la isla monitorean el movimiento dentro de ella y se aseguran de que nadie escape. No se sabe si están previniendo el escape de Noodle o la están persiguiendo ante ella es un androide la persigue el gobierno Japonés.
De vuelta en la torre, los integrantes de De La Soul aparecen en imágenes en unas pantallas de televisión gigantes en blanco y negro, riéndose de 2D, Murdoc y Russel. A través de su canto, insultan a 2D diciéndole que no es lo suficientemente fuerte para pelear con ellos; que sus intentos de despertar a todos y escapar de la prisión son en vano; que no debe de oponérseles; y que ellos son los que controlan todo. Representan las voces de la "corporación" - los medios - y los "iconos falsos" una referencia de cómo algunas personas idolatran y adoran a las celebridades. Esto puede ser visto especialmente cuando dicen "your sound" (tu sonido), que representa los pensamientos individuales y "will kill the Inc." (matará a la industria), que representa la destrucción de la Torre Feel Good.

Muchas personas en la vida parecen ser atraídas por las figuras más locas, que desparraman su peso alrededor, aparentemente inconscientes al efecto que tienen en el sentimiento de la gente. Tal vez ven este atributo como un signo de fuerza. Como sea, creo que es una espiral cuesta abajo en la cual todos tienen su alma gradualmente erosionada.
Noodle en el vídeo de «Feel Good Inc.»

El vídeo musical de la canción de Gorillaz, "El Mañana", tiene una conexión con este vídeo, representando dos helicópteros de guerra en la isla flotante de Noodle y atacándola, aunque ningún otro miembro de la banda es visto en la torre más que ella. La impresión es que la isla flotante de Noodle está bajo observación mientras orbita alrededor de la torre en el vídeo de «Feel Good Inc.», y luego es atacada cuando se libera y orbita libremente en "El Mañana". 
El vídeo fue dirigido por el cocreador de Gorillaz Jamie Hewlett y por Passion Pictures, y producido por Cara Speller y Emilie Walmsley. Passion Pictures también manejó algunos efectos especiales en el vídeo. En un comentario del vídeo, Russel admite que "...tienen que ser realmente buenos, porque no puedo distinguir cuáles partes son animación y cuáles partes son reales".

## Lista de canciones
| Versión en Japón (EP, lanzado el 27 de abril de 2005 bajo Toshiba-EMI) |                             |          |  |
| N.º                                                                    | Título                      | Duración |  |
| 2.                                                                     | ««Spitting Out the Demons»» |          |  |
| 3.                                                                     | ««Bill Murray" God»»        |          |  |
| 4.                                                                     | ««Feel Good Inc.» (vídeo)»  |          |  |

| Versión 7" de Gran Bretaña |                    |          |  |
| N.º                        | Título             | Duración |  |
| 1.                         | ««Feel Good Inc.»» |          |  |
| 2.                         | ««68 State»»       |          |  |

| N.º | Título                      | Duración |  |
| 1.  | ««Feel Good Inc.»»          |          |  |
| 2.  | ««Spitting Out the Demons»» |          |  |

| Sencillo DVD, en Reino Unido |                             |          |  |
| N.º                          | Título                      | Duración |  |
| 1.                           | ««Feel Good Inc.» (vídeo)»  |          |  |
| 2.                           | ««Spitting Out the Demons»» |          |  |
| 3.                           | ««Bill Murray»»             |          |  |

Versiones de Europa y Australia
| CD Cardsleeve |                             |          |  |
| N.º           | Título                      | Duración |  |
| 1.            | ««Feel Good Inc.»»          |          |  |
| 2.            | ««Spitting Out the Demons»» |          |  |

| Maxi-CD |                             |          |  |
| N.º     | Título                      | Duración |  |
| 1.      | ««Feel Good Inc.»»          |          |  |
| 2.      | ««Spitting Out the Demons»» |          |  |
| 3.      | ««Bill Murray»»             |          |  |
| 4.      | ««Feel Good Inc.» (vídeo)»  |          |  |

| EP, exclusivo en iTunes, lanzado el 22 de diciembre de 2006 |                                     |          |  |
| N.º                                                         | Título                              | Duración |  |
| 1.                                                          | ««Feel Good Inc.» (imagen)»         |          |  |
| 2.                                                          | ««Feel Good Inc.» (Live in Harlem)» |          |  |
| 3.                                                          | ««Feel Good Inc.» (demo de Noodle)» |          |  |
| 4.                                                          | ««68 State»»                        |          |  |

## Posicionamiento en listas y certificaciones
| Lista (2005)                                | Mejor posición |
| ------------------------------------------- | -------------- |
| Alemania (Offizielle Deutsche Charts)       | 8              |
| Australia (ARIA)                            | 3              |
| Austria (Ö3 Austria Top 40)                 | 4              |
| Bélgica (Flandes) (Ultratip Bubbling Under) | 2              |
| Bélgica (Valonia) (Ultratop 50)             | 36             |
| Canadá (Canadian Singles Chart)             | 6              |
| Dinamarca (Tracklisten)                     | 19             |
| España (Top 100 Canciones)                  | 1              |
| Estados Unidos (Billboard Hot 100)          | 14             |
| Estados Unidos (Modern Rock Tracks)         | 1              |
| Estados Unidos (Top 40 Mainstream)          | 13             |
| Estados Unidos (Adult Top 40)               | 18             |
| Estados Unidos (Pop 100)                    | 14             |
| Eurochart Hot 100                           | 5              |
| Finlandia (OFC)                             | 4              |
| Francia (SNEP)                              | 26             |
| Irlanda (IRMA)                              | 4              |
| Italia (FIMI)                               | 5              |
| Noruega (VG-lista)                          | 4              |
| Nueva Zelanda (Recorded Music NZ)           | 2              |
| Países Bajos (Mega Single Top 100)          | 87             |
| Reino Unido (UK Singles Chart)              | 2              |
| Suiza (Schweizer Hitparade)                 | 12             |
| Suecia (Sverigetopplistan)                  | 14             |

| País           | Organismo certificador | Certificación    | Ventas  | Ref.   |
| -------------- | ---------------------- | ---------------- | ------- | ------ |
| Australia      | ARIA                   | Disco de Platino | 70 000  | [ 34 ] |
| Estados Unidos | RIAA                   | Disco de Oro     | 500 000 | [ 35 ] |
| Nueva Zelanda  | RMNZ                   | Disco de Oro     | 7 500   | [ 36 ] |
| Reino Unido    | BPI                    | Disco de Plata   | 200 000 | [ 37 ] |

## Sucesión en listas
| Anterior: «Renuncia al sol» de Skizoo   | Canciones Top 50 — Sencillo Nro 1 15 de mayo de 2005 — 21 de mayo de 2005        | Siguiente: «La tortura» de Shakira con Alejandro Sanz |
| Anterior: «Best of You» de Foo Fighters | Modern Rock Tracks — Sencillo Nro 1 27 de agosto de 2005 — 21 de octubre de 2005 | Siguiente: «Only» de Nine Inch Nails                  |

## Nominaciones y premios

### Premios
- 2005 MTV Video Music Awards

- Video revelación
- Mejores efectos especiales de un video

- Premios Grammy de 2006

- Mejor colaboración vocal de pop

### Nominaciones
- Premios Grammy de 2006

- Grabación del año
- Mejor video musical de formato corto

Esta canción esta en Guitar Hero 5 y también es descargable en Rock Band 2. También puede ser encontrada en GTA V en la estación de radio Non Stop Pop.